# Kawano Kenichi
Kenichi Kawano (sinh ngày 15 tháng 9 năm 1982) là một cầu thủ bóng đá người Nhật Bản.

## Sự nghiệp câu lạc bộ
Kenichi Kawano đã từng chơi cho Roasso Kumamoto và MIO Biwako Kusatsu.